# Fal·làcia del to
La fal·làcia del to o vigilància del to és un tipus de fal·làcia que busca deslegitimar o falsar un missatge apel·lant a la incorrecció de les formes o to emprat per l'emissor, usualment titllant-lo de massa emocional o agressiu. El terme prové de la denúncia de diversos moviments socials sobre l'actitud dels grups privilegiats davant queixes o reivindicacions de col·lectius oprimits, que consideraven massa vehements o que perdien la raó en transmetre ràbia o emotivitat. Les apel·lacions a moderar el to o el discurs s'adrecen especialment a dones o a membres de col·lectius antiracistes. Es tracta d'un tipus de fal·làcia ad hominem.

## Causes
La persona que usa la fal·làcia del to pretén silenciar el missatge aliè o bé que l'interlocutor el modifiqui de tal forma que no li generi incomoditat. Per això desvia el debat o el focus de rellevància a les formes i no al contingut del missatge. S'insta a l'emissor que es calmi, moderi el llenguatge, no empri determinades expressions o no transmeti emocions negatives o intenses en parlar i resta valor al contingut del diàleg.
S'ha denunciat que la fal·làcia del to està lligada, fins i tot de manera inconscient, a les assumpcions i estereotips sobre els grups no privilegiats, per exemple que lliguen les dones a una manera de parlar més suau i que per tant titllen de poc femenines o massa masculines aquelles que s'expressen amb més força o passió. D'aquesta manera, els receptors privilegiats, quan senten un discurs que s'emet en un to o amb unes formes considerades excessives, comminen l'emissor a no apujar el to. Així mantenen el seu privilegi determinant els límits acceptables del que es discuteix i de com es discuteix, ja que no s'usen aquests consells en sentit invers.
S'intenta separar la pena, la ira o l'angoixa del missatge emès quan justament aquestes emocions formen part del missatge, és a dir, en un discurs de denúncia d'una agressió o injustícia, els sentiments o efectes en la víctima són part central del contingut. A més a més, el privilegi s'accentua en considerar més importants les emocions del receptor (no vol veure's culpat, incomodat o interpel·lat) que les de l'emissor. Perpetuen doncs el marc d'opressió que es pretén denunciar en la conversa. En contextos feministes, pot ser vist com un cas concret de mansplaining: un home deslegitima la queixa d'una dona sobre la seva discriminació en ensenyar-li com hauria d'expressar-la perquè fos més efectiva.
La fal·làcia assumeix que un missatge emotiu no pot ser racional o convincent, que no pot contenir veritat. Igualment redueix l'objectiu de la conversa a una funció del llenguatge merament informativa o persuasiva, mentre que sovint el sol fet de queixar-se o compartir la vivència pot alleugerir el malestar dels col·lectius discriminats o bé sacsejar la consciència dels receptors per provocar un canvi.

## Crítiques al concepte
El concepte va irrompre al debat anglosaxó sobre els moviments socials a partir de la dècada de 2010 i ben aviat va provocar reaccions diferenciades. Entre les crítiques més usuals es troba el fet de la seva recursivitat: una persona que afirma que una altra usa una fal·làcia del to l'està cometent al seu torn. És a dir, si un interlocutor nega al dret a expressar-se de manera emocional a un altre i, per tant, qüestiona la validesa dels seus arguments o de les seves emocions i aquest es defensa indicant que s'ha incorregut en una vigilància del to, al mateix temps que denuncia aquesta vigilància l'està cometent en no acceptar com a vàlida la incomoditat o angoixa del receptor i en redefinir aleshores els termes del diàleg. Els activistes socials neguen aquesta circularitat quan subratllen l'asimetria de poder entre les parts implicades.